# Densow
Densow è una frazione del città tedesca di Templin, nel Brandeburgo.

## Storia
Nel 2003 il comune di Densow venne soppresso e aggregato alla città di Templin.

## Geografia antropica
Alla frazione di Densow appartengono le località di Annenwalde, Neu Placht e Alt Placht.